# A Simple Path – Basic Buddhist Teachings by His Holiness the Dalai Lama
A A Simple Path – Basic Buddhist Teachings by His Holiness the Dalai Lama (magyarul: Egy egyszerű ösvény - buddhista alaptanítások Őszentségétől a Dalai Lámától) című könyv a 14. dalai láma, Tendzin Gyaco előadására épül, amelyet Angliában tartott a négy nemes igazságról. A Thorsons kiadó az előadás anyagát toldotta meg remek, színes képekkel tibeti kolostorokról, imádkozó szerzetesekről, a Potala palota előtti zarándokokról, és játszadozó gyermekekről. A könyv legfőbb témája a buddhizmus egyik alaptanításának számító négy nemes igazság (az emberi élet lényegében szenvedéssel teli, a szenvedés oka az emberi önzés és a vágyakozás, van egy út (vagy mód), amelyen keresztül meg lehet szabadulni az önzéstől és a vágyakozástól, a megszabaduláshoz az ún. „nemes nyolcrétű ösvény” vezet), és amelyre Buddha a megvilágosodásához vezető úton ébredt rá. A könyv másik nagy témája a három drágaság, amely a buddhista reflexió egyik legfontosabb gyakorlata, elmélkedés Buddha, a dharma és a szangha igaz tulajdonsága fölött. Buddha itt nem kizárólag a tanító személyét, hanem a buddhaság tökéletes szintjét is jelenti, a dharma a tanításokat jelenti, míg a szangha a buddhisták spirituális közösségét jelöli.